# Reforma política-electoral de México de 1977
La reforma política-electoral de 1977 fue una reforma constitucional que implicó una importante serie de cambios legales y reformas constitucionales promovidas en México por el político, intelectual e historiador veracruzano Jesús Reyes Heroles, desde su cargo de secretario de Gobernación, en el sexenio del presidente José López Portillo. Con dicha reforma, comenzó el proceso de transición democrática en el país de un esquema de partido hegemónico a un modelo de pluripartidismo, mismo que se prolongaría por más de dos décadas, junto a sucesivas modificaciones en la normatividad e instituciones electorales, hasta alcanzarse la conformación de una mayoría opositora en la LVII Legislatura de la Cámara de Diputados en 1997 y la alternancia en la presidencia de la República, el 2 de julio de 2000.

## Antecedentes

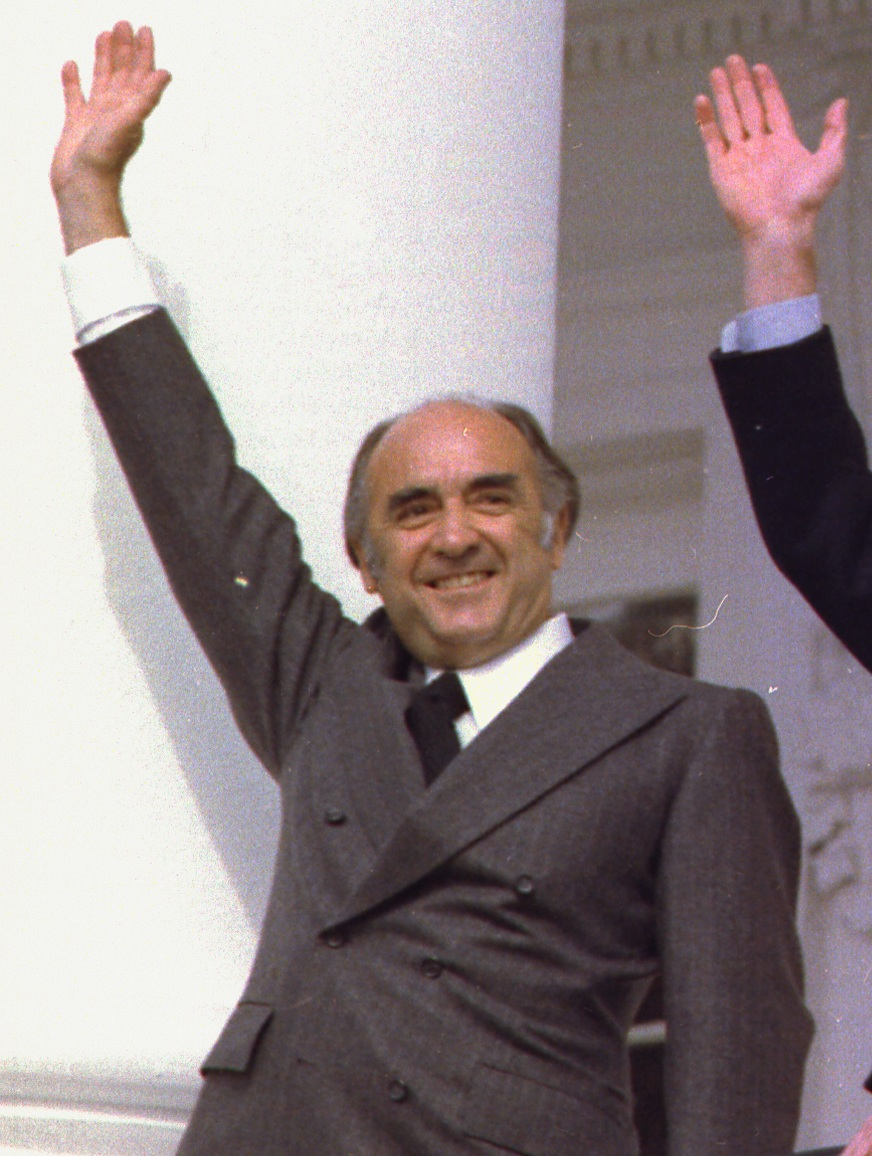
José López Portillo, presidente de México (1976-1982).

Después de que López Portillo contendiera en 1976 como candidato por el Partido Revolucionario Institucional (que entonces dominaba la vida política mexicana sin contrapesos y era apuntalado por partidos paraestatales como el Popular Socialista y el Auténtico de la Revolución Mexicana, los que siempre elegían como su abanderado al del priisimo), sin nadie contra quien competir, pues el Partido Acción Nacional, único realmente opositor al PRI, no postuló a ninguno de sus militantes en aquella justa al generarse fuertes disputas internas, y Valentín Campa, mítico líder sindical y personaje del proscrito Partido   Comunista Mexicano, fue lanzado como aspirante sin registro, obteniendo casi un millón de votos que debieron ser anulados, se creó un problema de legitimidad que, como nunca, evidenció una crisis de representatividad que puso en tela de juicio el modelo democrático contemplado en la Constitución y en el discurso oficial.

## Proceso y contenido
En este contexto Reyes Heroles, funcionario y jurista respetado, atípico dentro de la clase gobernante en su carácter de culto historiador del Liberalismo en México e ideólogo del Estado, ocupa la cartera de Gobernación con el propósito de hacer ajustes que respondiesen a la encrucijada en que se hallaba inmerso el régimen. Como primer paso, el 1 de abril de 1977 en Chilpancingo, Guerrero, externa la decisión de promover cambios sustantivos en el esquema electoral para abrir espacios y hacer frente a la inminente realidad política. La selección de esta ciudad para el anuncio no fue casual: era la capital de la entidad donde habían surgido el mayor número de movimientos campesinos y armados contrarios al gobierno, como los de Genaro Vázquez y Lucio Cabañas. Lanzado aquel compromiso, son convocados al debate la oposición en pleno y el mundo académico e intelectual para consensuar la reforma, que se expresó en modificaciones constitucionales y en la aprobación, en diciembre de aquel año, de la Ley Federal de Organizaciones Políticas y Procedimientos Electorales (LOPPE), misma que ordenaba la estructura de un colegio electoral (no se crearía un órgano electoral autónomo hasta el sexenio de Carlos Salinas de Gortari en 1990); otorgaba el registro a más de una organización que permanecía en la clandestinidad (como el mencionado Partido Comunista); permitía las coaliciones; abría tiempos oficiales en radio y televisión para la promoción de las distintas fuerzas políticas; contenía la nueva fórmula de la representación proporcional (consistente en la repartición de cien escaños entre los partidos según el porcentaje nacional de sufragios que obtuviesen en ese rubro de votación, independientemente de los distritos electorales ganados o perdidos, garantizando de ese modo la presencia parlamentaria de todas las siglas y corrientes); y aumentaba de 186 a 400 el número de diputados que integrasen la Cámara Baja, lo cual obligó a la construcción del Palacio Legislativo de San Lázaro para darles cabida.
Un año después, se promovió una ley de amnistía para exonerar a los militantes de grupos subversivos urbanos y rurales, tales como la Liga Comunista 23 de Septiembre, el Partido de los Pobres o el Movimiento de Acción Revolucionaria, torturados y presos en el marco de la guerra sucia de los años setenta; una constante exigencia de la izquierda que completaba este paquete de cambios para sentar las bases, a través del diseño de conductos democráticos, del fin de la clandestinidad política.

## Los primeros resultados
En 1979, al celebrarse las elecciones intermedias para renovar la Cámara Baja, se recogieron los primeros frutos de la reforma. El Partido Revolucionario Institucional recibió el 69.84% de los votos (le correspondieron 296 diputados) y perdió, en manos del Partido Acción Nacional, cuatro diputaciones de mayoría relativa. Este último obtuvo 10.79% de los sufragios, lo que se tradujo en 42 diputados plurinominales, siguiéndole el Partido Comunista Mexicano con 4.97% (18 diputados); el Partido Popular Socialista con 2.59% (12 diputados); el Partido Socialista de los Trabajadores con 2.12% (12 diputados); el Partido Demócrata Mexicano con 2.05% (10 diputados); y, por último, el Partido Auténtico de la Revolución Mexicana con 1.81% (10 diputados). 

Emblema del Partido Comunista Mexicano, proscrito hasta 1977.

Así, en septiembre del mismo año se instaló la LI Legislatura del Congreso de la Unión, la cual, aunque en términos reales no contase con la cantidad suficiente de representantes de la oposición para cristalizar el equilibrio de poderes, fue histórica al constatar la presencia de expresiones políticas distintas a las que habían prevalecido por más de tres lustros en el horizonte parlamentario y erigirse como símbolo del inicio de una etapa diferente para el país, incluida la presidencia de la Cámara de Diputados en manos de una mujer por vez primera: la priista Beatriz Paredes, una joven tlaxcalteca con apenas 24 años de edad.

## La reforma en detalle
• Se modificó la Constitución de reforma y se elaboró una Ley Federal de Organizaciones Políticas y Procesos Electorales (la LFOPPE), misma que introdujo cambios esenciales en el funcionamiento del sistema electoral mexicano.
• Se asignaron atribuciones a la Comisión Federal Electoral (CFE), máximo organismo electoral colegiado, que antes estaban en manos directas de la Secretaría de Gobernación, tales como el otorgamiento o la cancelación del registro legal de los partidos.
• Se mantuvo la representación paritaria de los partidos en la CFE (introducida en la ley de 1973), las comisiones locales y los comités distritales, en virtud de la cual a cada partido correspondía un comisionado con voz y voto.
• El artículo 41 constitucional estableció la figura de los partidos políticos como "entidades de interés público", definiéndose tres prerrogativas fundamentales para su desarrollo: el derecho al uso permanente de los medios de comunicación; el derecho a contar, en forma equitativa, con un mínimo de elementos para llevar a cabo sus actividades, y el derecho a participar en las elecciones estatales y municipales.
• Se introdujo la figura del "registro condicionado", que permitió la obtención del registro legal a los partidos que acreditaran al menos cuatro años de actividad política sostenida y demostraran representar una corriente política definida. Este registro se transformaba en definitivo si el partido lograba al menos el 1.5% de los votos, una proporción poco exigente. Por esta vía, obtuvieron su registro, en 1979, el Partido Comunista Mexicano (PCM), el Partido Socialista de los Trabajadores (PST) y el Partido Demócrata Mexicano (PDM). En 1982 lo obtuvo el Partido Revolucionario de los Trabajadores (PRT), y tres años más tarde el Partido Mexicano de los Trabajadores (PMT).
• Se sistematizó todo un capítulo de la nueva legislación electoral dedicado a las prerrogativas de los partidos políticos, integrando las que ya existían desde la reforma de 1963 (la exención del pago de cuatro impuestos) y la de 1973 (franquicias postales y telegráficas y acceso a radio y televisión durante los periodos de campaña electoral), creando otras dos nuevas: contar con los medios adecuados para sus tareas editoriales (papel, impresión, medios para sostener sus cuerpos de redactores, etc.), y contar en forma equitativa, durante los procesos electorales federales, con un mínimo de elementos materiales para sus actividades (folletos, carteles, etc.).
• Se convierte en permanente el acceso a radio y televisión y no solamente durante los procesos electorales.
• Respecto al desarrollo del proceso electoral, hay modificaciones sustanciales como la relativa a los tiempos de entrega de los paquetes electorales de las casillas a los comités distritales. La ley de 1973 daba una semana completa de margen para dicha entrega, lo cual facilitaba la manipulación de los resultados. La Ley de 1977 disminuyó los tiempos hasta un máximo de 72 horas para las zonas rurales y un mínimo de 24 para casillas urbanas en cabecera de distrito. Además, transformó la violación sin causa justificada de dichos tiempos en una causal de nulidad de la votación recibida en la casilla.
• Se modificó la integración de la Cámara de Diputados con la finalidad de dar márgenes mayores de representación a los partidos minoritarios, estableciéndose un sistema mixto que combinó el principio de representación de mayoría relativa con el de representación proporcional (hasta 100 diputados electos en circunscripciones plurinominales). Este último estaba reservado exclusivamente para los partidos de oposición, pues el requisito para participar de tal asignación era haber obtenido menos de sesenta triunfos de mayoría.
• Se mantuvo el sistema de auto calificación, por el que las Cámaras de Diputados y de Senadores conocían de su propia elección y resolvían las impugnaciones. La elección presidencial seguía siendo calificada por la Cámara de Diputados, erigida en Colegio Electoral, predominando el criterio político sobre el jurisdiccional. De poco sirvió la introducción del recurso de reclamación que los partidos políticos podrían interponer ante la Suprema Corte de Justicia de la Nación para impugnar las resoluciones del citado Colegio en la Cámara Baja, pues este tenía la última palabra.
Finalmente, sería a fines de 1982 en que se reformaría el artículo 115 constitucional, eliminándose él límite poblacional establecido para la adopción del principio de representación proporcional en la elección de los ayuntamientos, aprobada el 2 de febrero de 1983, rescatándose así al municipio como “núcleo de los principios democráticos”, de la misma forma que en que la Cámara de Diputados pasó a 500 curules: 300 de mayoría relativa y 200 de representación proporcional.